# Судакский водовод
Судакский водовод — является одним из крупнейших в Крыму. Протяжённость составляет 52 км. Первоначально построен однониточным подземным из стальной трубы диаметром 1200 мм. В дальнейшем реконструировался отдельными участками с использованием стальных труб, в том числе и с надземной прокладкой. После включения в ФЦП реконструкция ведется в подземном варианте с использованием полиэтиленовых труб, а на горных участках — чугунных труб. После завершения реконструкции водовод станет двухниточным.
Является основным источником водоснабжения Судака, а также посёлков Коктебель, Щебетовка, Курортное, Орджоникидзе, Насыпное и сёл Наниково, Южное, Подгорное.

## История
После выхода фильма «Три плюс два» Московский завод имени И. Румянцева облюбовал берег в Новом Свете. После этого завод совместно с министерствами СССР начал строительство водовода Феодосия — Судак.
Строительство началось апреле 1978 года. В 1984 году вода пришла в Коктебель и Судак.
В результате усиленной коррозии на водоводе систематически возникали повреждения. В 2012 году на водоводе ликвидировали 324 порыва.
В 2014 году ПАО «Крымгазстрой» по проекту Феодосийского филиала «КрымНИИпроект» начал реконструкцию водовода. 6 мая 2015 года был сдан в эксплуатацию начальный участок протяжённостью 4,8 км до села Насыпное. Были заменены три особо аварийных участка общей протяжённостью 6,9 км. В торжественном мероприятии принял участие Глава Крыма Сергей Аксёнов.
В августе была завершена реконструкция трёхкилометрового участка около Щебетовка, что сократило потери на 700 м³ в сутки. К концу 2015 года потери были снижены почти в 10 раз.
По состоянию на 2016 год ФЦП предусматривала три очереди реконструкции:
1. новая нитка водовода протяжённостью 40 км с учётом уже ранее построенных участков,
2. реконструкция водопроводных насосных станций 3-го и 4-го подъема и ремонт резервуаров чистой воды[5],
3. реконструкция действующей нитки водовода.

Во время многолетней засухи в мае 2021 года для нужд Судака из Феодосии доводили около 4 тыс. м³ в сутки.
В это время продолжалось строительство новой нитки и реконструкция существующей. Предусматривалась укладка 44 км полиэтиленовых и 18 км чугунных труб. Завершение работ планировалось в 2024 году, суммарная пропускная способность водоводов составит 125 тыс. м³ в сутки. Наличие двух ниток позволит осуществлять ремонтные работы без прекращения водоснабжения.

## Описание
Водовод берёт начало от насосной станции 2-го подъёма, расположенной на территории водоочистных сооружений города Феодосии. На которые вода поступает из наливного Феодосийского водохранилища. В отличие от водовода до Керчи, который также передаёт воду из Северо-Крымского канала, в Судакском вода питьевого качества и подаётся в резервуары чистой воды.
Пропускная способность — 85 тыс. м³ в сутки. Водовод состоит из нескольких участков и каскада четырёх насосных станций.
Изначально водовод был построен в подземном варианте в агрессивных солончаковых грунтах, что увеличило коррозийную нагрузку и привело к большим потерям воды. Которые составляли 60-80 %. Прокладка водовода на глубине более 3 метров и отсутствие подъездной дороги затрудняло выполнение аварийных работ в осенне-зимний период. Строительство нового магистрального водопровода ведётся в наземном варианте. Также планируется применение активной катодной защиты.
Кроме реконструкции водовода запланирован капитальный ремонт насосных станций II, III и IV подъёмов.

### Двухниточный вариант
В 2016 году реконструкция водовода была включена в Федеральную целевую программу. В августе 2020 года подписан контракт по реконструкции трех участков действующего водовода и строительству второй нитки. Пропускная способность составит 125 тыс. м³ в сутки.
Первая линия это действующий водовод с участками переложенными по проектам 2004, 2012 и 2014 годов. Будет проведена реконструкция участка протяжённостью 5458 м, а также перенос водовода за территорию пгт Щебетовка (1,4 км) и городского кладбища Феодосии (2 км).
Протяжённость второй линии — 52 км. Прокладка второй линии осуществляется в санитарной охранной зоне действующего водовода. Длина участков:
- между насосными станциями II и III подъема — 27 149 м,
- между насосными станциями III и IV подъема — 7106 м,
- от насосной IV подъема до районых резервуаров чистой воды — 2732 м,
- между райоными резервуарами и резервуарами Судака — 15 013 м.